# Анновка (Покровский район)
Анновка (укр. Ганнівка) — село в Покровском районе Донецкой области Украины.
Код КОАТУУ — 1423388503. Население по переписи 2001 года составляет 205 человек. Почтовый индекс — 85650. Телефонный код — 6278.

## Известные люди
- Соловьёва, Наталия Петровна  (1927—2017) — советский работник сельского хозяйства, Герой Социалистического Труда (1950).

## Адрес местного совета
85650, Донецкая область, Марьинский р-н, с. Успеновка, ул. Советская, 36а[обновить данные]